# 英国国家统计局
英国国家统计局（英語：Office for National Statistics），簡稱，为英國統計局的执行机构，直属于英国国会。
国家统计局成立于1996年4月1日，由原中央統計署、人口統計及調查署合并而成。依照2007年统计与登记服务法案，英国统计局在2008年4月1日成为一个非隶属于内阁的独立机构。

## 外部連結
- Office for National Statistics website （页面存档备份，存于）
- UK Statistics Authority（页面存档备份，存于）
- The National Statistics Publication Hub
- Statistics and Registration Service Bill, Treasury website.
- Statistics and Registration Service Bill （页面存档备份，存于）, Parliament website.
- Palgrave Macmillan, official publisher for the Office for National Statistics （页面存档备份，存于）
- A Brief History of the ONS（页面存档备份，存于）